# Tetrastylis
Tetrastylis je rod iz porodice Passifloraceae.
Vrsta iz ovog roda je Tetrastylis ovalis  (Vell. ex M. Roem.) Killip.